# Box-office Allemagne 2001
Cet article traite du box-office de 2001 en Allemagne.

## Les 50 premiers films
Par pays d'origine des films (Pays producteur principal)
- États-Unis : 34 films
- Allemagne : 8 films
- Royaume-Uni : 3 films
- France : 2 films
- Suède : 1 film
- Chine : 1 film
- Nouvelle-Zélande : 1 film
- Total : 50 films dont 45 millionnaires

| Classement | Titre                                               | Pays                  | Réalisateur                       | Entrées Allemagne |
| ---------- | --------------------------------------------------- | --------------------- | --------------------------------- | ----------------- |
| 1.         | Harry Potter à l’école des sorciers                 | États-Unis d'Amérique | Chris Columbus                    | 12 565 007        |
| 2.         | Le Seigneur des anneaux : La Communauté de l'anneau | États-Unis d'Amérique | Peter Jackson                     | 11 833 420        |
| 3.         | Qui peut sauver le Far West ?                       |                       | Michael Herbig                    | 11 721 183        |
| 4.         | Ce que veulent les femmes                           | États-Unis d'Amérique | Nancy Meyers                      | 6 485 251         |
| 5.         | American Pie 2                                      | États-Unis d'Amérique | James B. Rogers                   | 5 818 102         |
| 6.         | Seul au monde                                       | États-Unis d'Amérique | Robert Zemeckis                   | 4 950 894         |
| 7.         | Pearl Harbor                                        | États-Unis d'Amérique | Michael Bay                       | 4 631 490         |
| 8.         | Le Journal de Bridget Jones                         |                       | Sharon Maguire                    | 4 290 812         |
| 9.         | Le Retour de la momie                               | États-Unis d'Amérique | Stephen Sommers                   | 4 091 361         |
| 10.        | Shrek                                               | États-Unis d'Amérique | Andrew Adamson / Vicky Jenson     | 3 640 183         |
| 11.        | Jurassic Park 3                                     | États-Unis d'Amérique | Joe Johnston                      | 3 335 389         |
| 12.        | Miss Détective                                      |                       | Donald Petrie                     | 3 282 245         |
| 13.        | Le Fabuleux Destin d'Amélie Poulain                 |                       | Jean-Pierre Jeunet                | 3 216 620         |
| 14.        | Hannibal                                            | États-Unis d'Amérique | Ridley Scott                      | 3 216 620         |
| 15.        | Le Chocolat                                         |                       | Lasse Hallström                   | 3 058 361         |
| 16.        | Kuzco, l'empereur mégalo                            | États-Unis d'Amérique | Mark Dindal                       | 2 795 225         |
| 17.        | Plume, le petit ours polaire                        |                       | Piet De Rycker et Thilo Rothkirch | 2 746 979         |
| 18.        | Lara Croft : Tomb Raider                            | États-Unis d'Amérique | Simon West                        | 2 494 666         |
| 19.        | Princesse malgré elle                               |                       | Garry Marshall                    | 2 307 204         |
| 20.        | La Planète des Singes                               | États-Unis d'Amérique | Tim Burton                        | 2 286 751         |
| 21.        | Les 102 Dalmatiens                                  | États-Unis d'Amérique | Kevin Lima                        | 2 088 813         |
| 22.        | Émile et les Détectives                             |                       | Franziska Buch                    | 1 806 753         |
| 23.        | Scary Movie 2                                       | États-Unis d'Amérique | Keenen Ivory Wayans               | 1 799 973         |
| 24.        | Sam le lutin                                        |                       | Ben Verbong                       | 1 797 350         |
| 25.        | Girls and Sex                                       |                       | Dennis Gansel                     | 1 778 841         |
| 26.        | Nowhere in Africa                                   |                       | Caroline Link                     | 1 679 085         |
| 27.        | Docteur Dolittle 2                                  |                       | Steve Carr                        | 1 672 518         |
| 28.        | Atlantide, l'empire perdu                           | États-Unis d'Amérique | Gary Trousdale et Kirk Wise       | 1 658 378         |
| 29.        | L'Expérience                                        |                       | Oliver Hirschbiegel               | 1 634 607         |
| 30.        | La Revanche d'une blonde                            |                       | Robert Luketic                    | 1 588 849         |
| 31.        | Le Mexicain                                         |                       | Gore Verbinski                    | 1 564 082         |
| 32.        | Endiablé                                            |                       | Harold Ramis                      | 1 522 069         |
| 33.        | Fast and Furious                                    | États-Unis d'Amérique | Rob Cohen                         | 1 498 801         |
| 34.        | Évolution                                           |                       | Ivan Reitman                      | 1 389 069         |
| 35.        | Chevalier                                           | États-Unis d'Amérique | Brian Helgeland                   | 1 384 587         |
| 36.        | Save the Last Dance                                 |                       | Thomas Carter                     | 1 369 318         |
| 37.        | Moulin Rouge                                        | États-Unis d'Amérique | Baz Luhrmann                      | 1 353 282         |
| 38.        | Traffic                                             | États-Unis d'Amérique | Steven Soderbergh                 | 1 346 536         |
| 39.        | Vertical Limit                                      | États-Unis d'Amérique | Martin Campbell                   | 1 339 204         |
| 40.        | Couple de stars                                     | États-Unis d'Amérique | Joe Roth                          | 1 317 075         |
| 41.        | Un mariage trop parfait                             |                       | Adam Shankman                     | 1 308 089         |
| 42.        | Pettson et Picpus                                   |                       | Albert Hanan Kaminski             | 1 200 418         |
| 43.        | Comme chiens et chats                               |                       | Lawrence Guterman                 | 1 139 375         |
| 44.        | Final Fantasy : les Créatures de l'esprit           | États-Unis d'Amérique | Hironobu Sakaguchi                | 1 098 334         |
| 45.        | Eh mec ! Elle est où ma caisse ?                    | États-Unis d'Amérique | Danny Leiner                      | 1 027 241         |
| 46.        | A.I. Intelligence artificielle                      | États-Unis d'Amérique | Steven Spielberg                  | 963 750           |
| 47.        | Allô pizza                                          |                       | Christian Zübert                  | 899 847           |
| 48.        | Tigre et Dragon                                     |                       | Ang Lee                           | 864 762           |
| 49.        | Opération Espadon                                   |                       | Dominic Sena                      | 854 053           |
| 50.        | Les rivières pourpres                               |                       | Mathieu Kassovitz                 | 832 452           |